# Thargelia gigantea
Thargelia gigantea là một loài bướm đêm trong họ Noctuidae.